# Юрчень
Юрчень (рум. Iurceni, Юрчены) — село в Ниспоренском районе Молдавии. Является административным центром коммуны Юрчень, включающей также село Мырзоая.

## География
Село расположено на высоте 170 метров над уровнем моря.

## Население
По данным переписи населения 2004 года, в селе Юрчень проживает 1932 человека (938 мужчин, 994 женщины).
Этнический состав села:
| Национальность | Число жителей | Процентный состав |
| -------------- | ------------- | ----------------- |
| молдаване      | 1815          | 93.94             |
| румыны         | 98            | 5.07              |
| русские        | 8             | 0.41              |
| украинцы       | 7             | 0.36              |
| болгары        | 3             | 0.16              |
| прочие         | 1             | 0.05              |
| Всего          | 1932          | 100%              |